# Акші (Єнбекшиказахський район)
Акші́ (каз. Ақши) — село у складі Єнбекшиказахського району Алматинської області Казахстану. Адміністративний центр Акшийського сільського округу.
У радянські часи існувало два села «Акший».
Населення — 4218 осіб (2021; 4923 у 2009, 2635 у 1999, 2764 у 1989).